# Seisachtheia
 (janvier 2020).
Le contenu est difficilement compréhensible vu les erreurs de traduction, qui sont peut-être dues à l'utilisation d'un logiciel de traduction automatique.
Sauf précision contraire, les dates de cet article sont sous-entendues « avant l'ère commune » (AEC), c'est-à-dire « avant Jésus-Christ ».

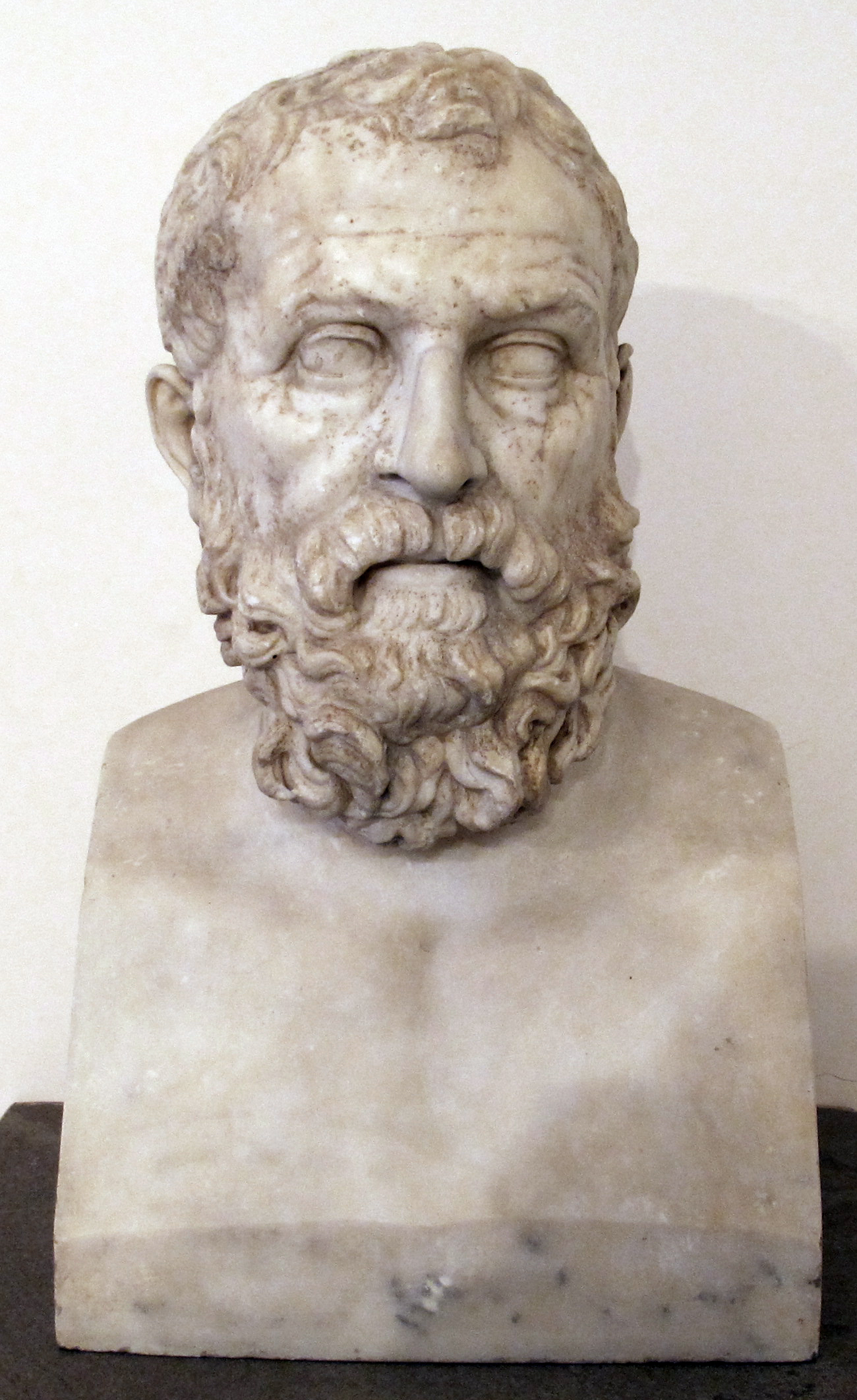
Solon

La Seisachtheia (en grec ancien : σεισάχθεια, de σείειν, "secouer", et ἄχθος, "fardeau", c'est-à-dire "soulagement du fardeau") est un terme pour désigner l'ensemble des lois instituées par le législateur Solon (638-558 env.) afin de supprimer la servitude pour dette dans la cité d'Athènes durant son archontat en 594-593. Elle met provisoirement fin aux tensions sociales à Athènes entre les propriétaires terriens et les paysans, mais n'élimine pas pour autant la source du problème, c'est-à-dire le partage des terres.

## La dette dans la société athénienne
D'après la Constitution des Athéniens attribuée à Aristote, les paysans incapables de rembourser leurs dettes devaient céder leurs terres à leurs créanciers, devenant alors des hektemoroi, c'est-à-dire des serfs qui cultivaient, pour le nouveau propriétaire, ce qui était autrefois leur propre terre ainsi qu'à donner un sixième de leur production agricole à leur nouveau maître. Si cela ne suffisait pas à payer la dette, leur famille devenait également esclave du créancier.

## La réforme
Les lois de Solon ont immédiatement annulé toutes les dettes impayées, émancipé tous les paysans réduits en esclavage, rétabli tous leurs biens et interdit d'utiliser sa propre personne comme garantie dans toutes les dettes futures. Les lois ont également institué un plafond à la taille maximale de la propriété - quelle que soit la légalité de son acquisition (c'est-à-dire par mariage), destinée à empêcher l'accumulation excessive de terres par des familles puissantes. 

## Voir également
- Allègement de la dette